# Kvintana sklovitá
Kvintana sklovitá, další české názvy: halančík skleněný, živorodka kubánská, živorodka sklovitá, (latinsky: Quintana atrizona, slovensky: Kvintana sklovitá, anglicky: Barred topminnow). Rybu poprvé popsal v roce 1934 americký ichtyolog Carl Leavitt Hubbs (19. říjen 1894 – 30. červenec 1979). Američtí akvaristé znali rybu před rokem 1934.

## Popis
Ryba je slabší tělesné konstituce. Tělo je průhledné, lze vidět páteř, s vertikálními pruhy, žlutou hřbetní ploutev s kouřovým olemováním. Samice má délku až 3,4 cm a samec 2 cm. Pohlaví ryb je snadno rozeznatelné: samci mají pohlavní orgán gonopodium, samice klasickou řitní ploutev.

## Biotop
Ryba žije ve sladkých i brakických vodách na Kubě a přilehlých ostrovech. Ryba se vyskytuje převážně se v rybnících a preferuje husté vodní vegetace. Původní výskyt byl u města Havana na západě ostrova a na východě v blízkosti přístavního města Baracoa. Před rokem 1958 byl tento druh považován za vyhynulý. V roce 1958 potvrdil ichtyolog L.R. Rivas výskyt několika jedinců v malých jezerech a v jižních kanálech Sierra de los Organos a na Isla de la Juventud. Na ostrov Mládeže se ryby patrně dostaly přes moře. V roce 1977 byly potvrzen výskyt v Laguna la Jicotoa na Punta de Oeste.

## Chov v akváriu
- Chov ryby: Rybu lze chovat v menších nádržích. Jak napsal zesnulý Norbert Dokoupil pro časopis Akvárium 3. září 2007: „Chov sa darí iba v monokultúre. Používame malé akváriá s objemom 10 až 30 litrov. Prax ukázala, že vo väčších akváriách sú, aj pri kŕmení 3x denne, po čase podvyživené. Je to tým, že vo väčšej nádrži sa pri väčšom pohybe zvyšuje potreba prísunu energie, a kedže žerú pomerne málo, sú permanentne čiastočne hladné."[5][6]
- Teplota vody: Doporučuje se teplota v rozmezí 24–28°C,[4][5]
- Kyselost vody: od 7,0pH[4]
- Tvrdost vody: 10–20°dGH[4]
- Krmení: Jedná se o všežravou rybu, přijímá tedy umělé vločkové krmivo, mražené krmivo, drobné živé krmivo (nítěnky, plankton), rostlinnou potravu, řasy. Pro správné prospívání se doporučuje převaha živého krmiva.[4] „S kŕmením sú vôbec mierne problémy. Živorodka sklovitá je jeden z mála druhov, ktorý obligátne artémie žerie nerád. Osvedčila sa „červíkovitá“ strava – mikry, grindal, rozstrihané tubifexy v kombinácii s Tetraphyllom či spirulinou." viz Norbert Dokoupil z knihy Živorodky.[5][6]
- Rozmnožování: Samci dospívají ve 3 měsících, samice ve 4 měsíci, resp. při nižších teplotách vody v 5 až 6 měsíci. Po březosti 28–45 dnů porodí samice max. 35 mladých.[4][7]

## Galerie

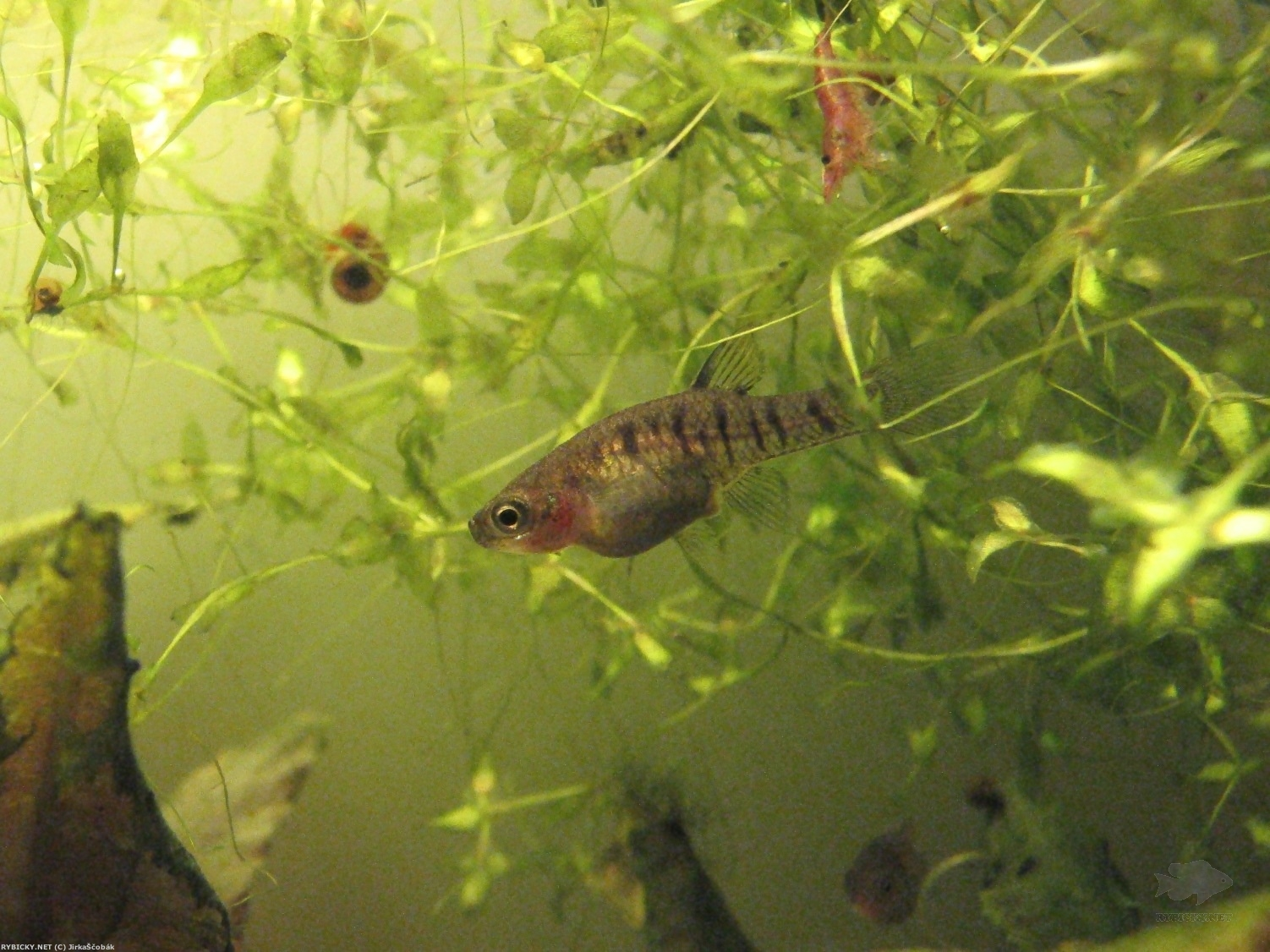
Kvintana sklovitá, samice (akvárium Jiřího Ščobáka)
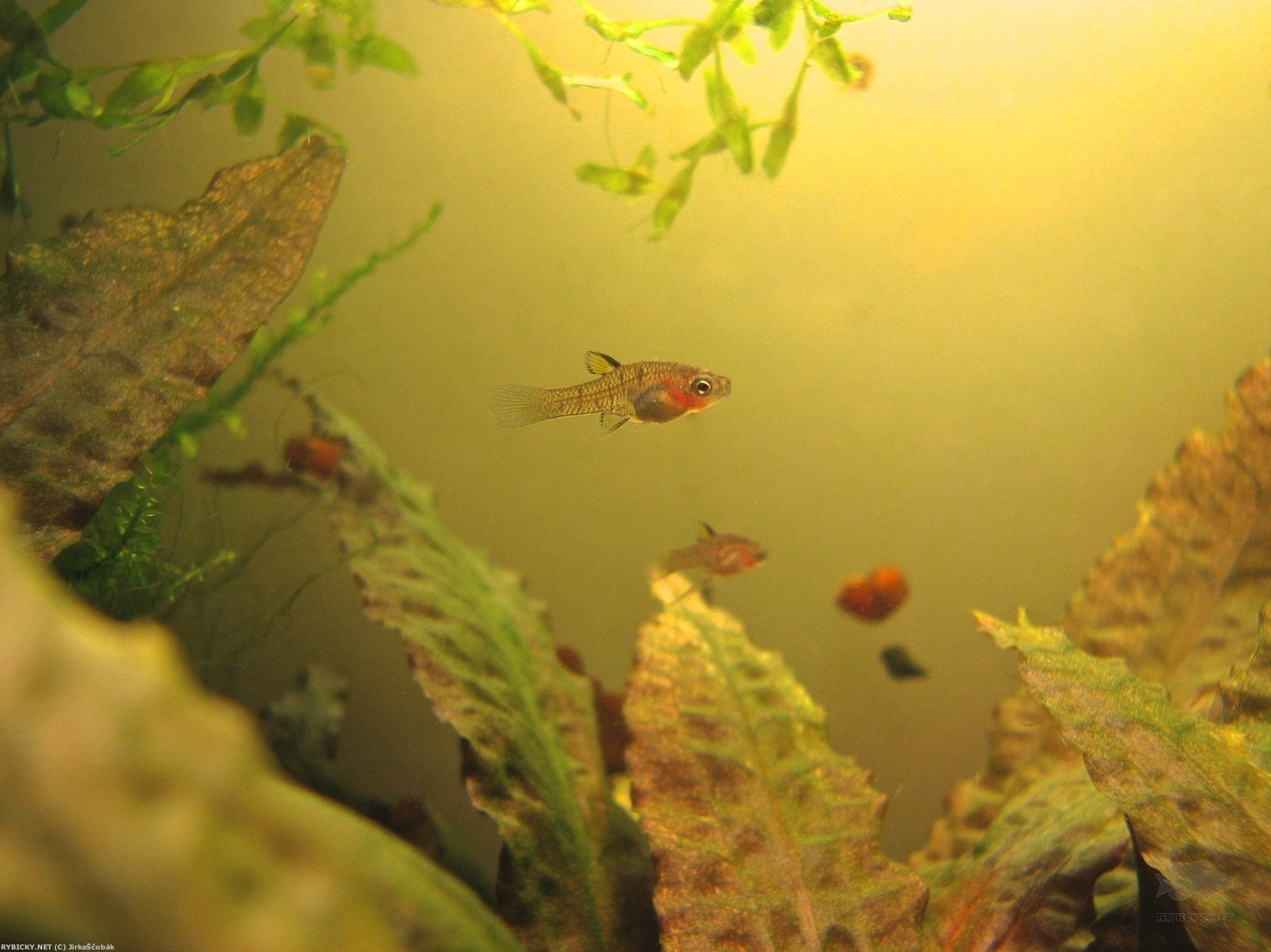
Kvintana sklovitá, mladá samice (akvárium Jiřího Ščobáka)
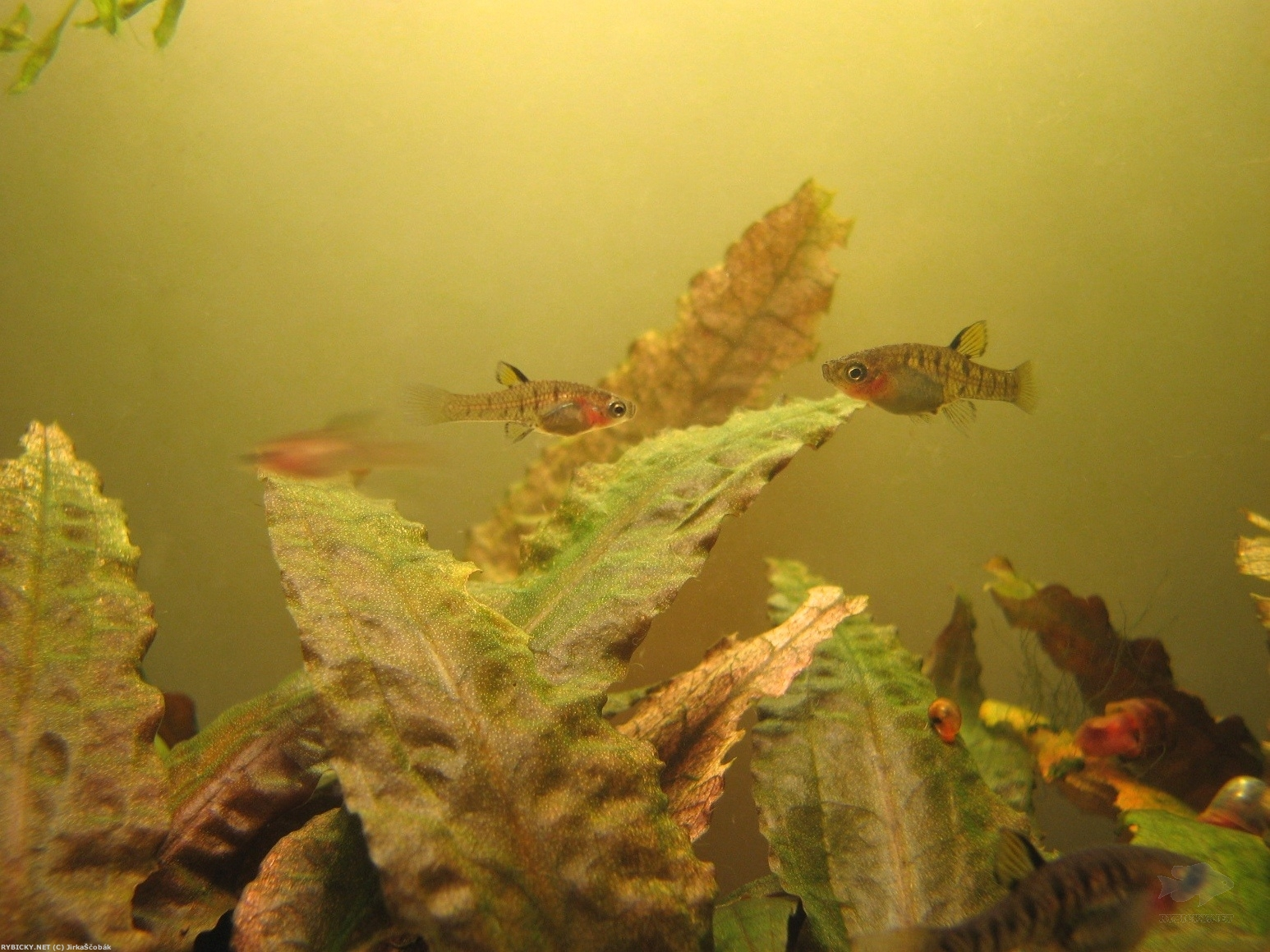
Kvintana sklovitá, samice a malá samička (akvárium Jiřího Ščobáka)
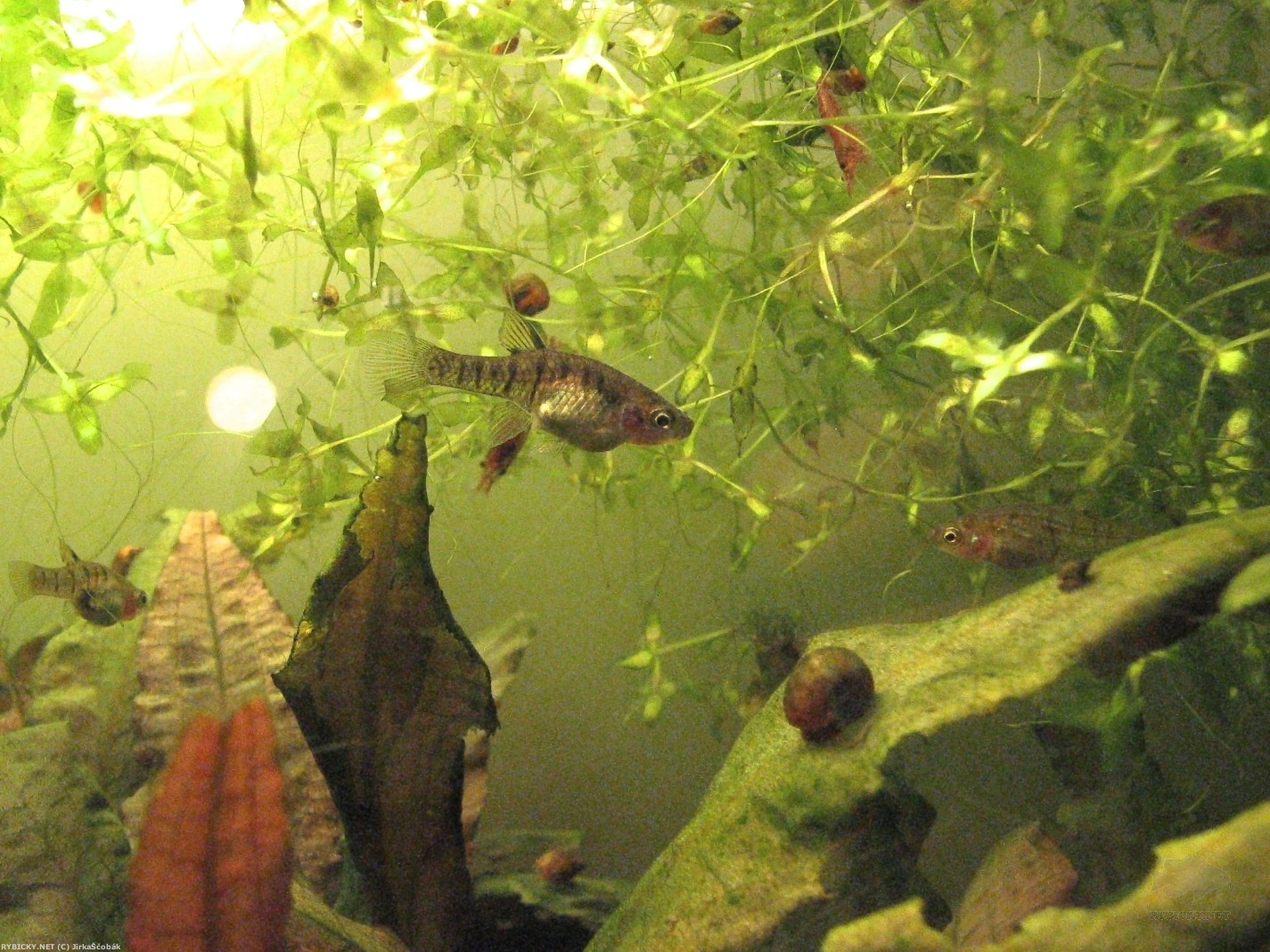
Quintana atrizona z Isla de la Juventud, Kuba (akvárium Jiřího Ščobáka)